# Puig d'en Gervasi
El Puig d'en Gervasi és una muntanya de 115 metres que es troba al municipi de Palafrugell, a la comarca catalana del Baix Empordà.